# José Guillermo Ortiz
José Guillermo Ortiz Picado (Canalete de Upala, Alajuela, Costa Rica, 20 de junio de 1992) es un futbolista costarricense que juega como delantero y actualmente milita en el Deportivo Malacateco de la Liga Nacional de Guatemala.

## Trayectoria

### L.D. Alajuelense
El deportista es de la cantera de la Liga Deportiva Alajuelense, club que le formó en el aspecto futbolístico, llegando a jugar con el filial Alajuela Junior de Segunda División. Aunque Ortiz nació en La Uruca de la provincia josefina, se crio en Canalete de Upala. Su progreso en la demarcación de delantero le permitió ser promovido al primer equipo.
Bajo la dirección técnica de Luis Roberto Sibaja, el jugador debutó oficialmente el 30 de enero de 2013, en la segunda jornada del Campeonato de Verano. En esa oportunidad su equipo tuvo la visita al Estadio Juan Gobán para enfrentar al conjunto de Limón. Por su parte, José Guillermo entró de cambio por Luis Miguel Valle al minuto 85', y el resultado fue de pérdida 1-0. Debido al bajo rendimiento del entrenador, este fue rescindido de su cargo y la directiva nombró al uruguayo Manuel Keosseian como el nuevo estratega. El 13 de febrero, en el compromiso ante San Carlos en el Estadio Carlos Ugalde, Ortiz ingresó como relevo por el hondureño Jerry Palacios al minuto 74', y diez más tarde recibió la primera expulsión de su carrera en la máxima categoría. El marcador culminó en victoria de 2-3. El 21 de abril marcó un gol en el triunfo de 2-3 sobre el Uruguay de Coronado. Una semana después volvió a anotar, siendo esta vez contra Puntarenas. Al término de la fase de clasificación, su club no logró avanzar a la etapa eliminatoria tras obtener el quinto sitio de la tabla. Por otro lado, el delantero contabilizó 9 presencias en los que concretó 2 tantos, para un total de 396 minutos disputados. Además, estos resultados repercutieron en la salida del director técnico.
El 11 de agosto se inauguró el Campeonato de Invierno 2013, donde su equipo enfrentó a Carmelita en el Estadio Morera Soto. El director técnico Óscar Ramírez no convocó a Ortiz, y el marcador concluyó en derrota de 1-2. El atacante debutó oficialmente el 17 de agosto, en el compromiso frente a Limón. En esa oportunidad, entró de relevo por José Salvatierra al minuto 78', y el empate de 2-2 prevaleció al cierre del cotejo. El 22 de agosto se llevó a cabo la primera fecha de la Concacaf Liga de Campeones, en la cual su conjunto visitó al Sporting San Miguelito de Panamá. El delantero no fue tomado en cuenta en la pérdida de 1-0. Posteriormente, su club revirtió el resultado negativo después de vencer 1-0 de local al América de México. Después se presentaron los triunfos internacionales ante los panameños y mexicanos, con cifras de 2-0 y 0-1, respectivamente, para clasificar a la siguiente ronda de la competencia continental. En el campeonato de liga costarricense, su grupo consiguió un rendimiento adecuado que lo colocó en el segundo lugar de la tabla de posiciones, con 47 puntos además del avance a la posterior etapa del mismo. José Guillermo, en la fase regular, estuvo en el banquillo por dos ocasiones y vio acción solo por tres juegos. En los primeros días de diciembre se desarrollaron los encuentros de semifinales de ida y vuelta contra el Deportivo Saprissa, de visitante y local. Ambos partidos terminaron con victorias de 1-0 para cada escuadra, pero el criterio de desempate por medio de ventaja deportiva favoreció a los manudos, por lo que siguieron hasta la última instancia. Después de dos empates sin goles en la ida y vuelta de la final ante Herediano, el campeón se decidió mediante los lanzamientos desde el punto de penal; el marcador de 3-5 en la serie se inclinó hacia sus compañeros. Con esto, Ortiz ganó su primer título y el «29» para su club.
El 12 de enero fue el arranque del Campeonato de Verano 2014, con la responsabilidad de defender el título obtenido. La primera fecha se dio ante el conjunto de Carmelita en el Estadio Morera Soto, con la particularidad de que su equipo fue el visitante en su propio escenario deportivo. El estratega dejó al jugador en el banquillo en la victoria de 1-2. José Guillermo debutó como titular en la jornada 4 contra el Puntarenas, participó los 90 minutos e hizo su doblete para el triunfo de 3-0. El 10 de marzo se reanudó la competición de Concacaf, enfrentando en la ida de los cuartos de final al Árabe Unido panameño, de local. Por otro lado, el delantero tuvo su inicio en este tipo de certámenes, tras aparecer por 13 minutos. El empate sin goles prevaleció hasta el final. En la vuelta, el resultado de 0-2 favoreció a los manudos. El 1 de abril fue la semifinal de ida contra el Deportivo Toluca, donde Ortiz estuvo presente 14 minutos en la derrota de 0-1. La eliminación de su club se terminó de confirmar tras la pérdida de 2-0 en la vuelta, desarrollada en el Estadio Nemesio Díez en México. Al término de la fase regular del campeonato costarricense, su equipo avanzó a la siguiente ronda al conseguir el segundo lugar con 42 puntos. La semifinal de ida se hizo efectiva en el Estadio Rosabal Cordero ante el Herediano, el 27 de abril. El resultado fue de igualdad a una anotación. Tres días después su club selló la clasificación a la última ronda, tras vencer a los florenses 3-1, para el agregado de 4-2. La final de ida fue el 5 de mayo en el Estadio Morera Soto contra el Deportivo Saprissa, donde el 0-0 concluyó el encuentro. Cinco días posteriores fue la vuelta en el Estadio Ricardo Saprissa; el partido se caracterizó por poseer una inusual intensa lluvia. Por otra parte, sus compañeros no pudieron llevar la victoria al salir derrotados 1-0, por lo que obtuvieron el subcampeonato del torneo. Estadísticamente, el atacante estuvo por 17 juegos, anotó seis goles, brindó dos asistencias y disputó 912 minutos de participación.
El 5 de agosto de 2014, inició la Concacaf Liga de Campeones y su club afrontó la primera fecha frente al Cruz Azul de México en el Estadio Azul. El director técnico relegó al jugador en la suplencia para el partido, el cual culminó en empate a un tanto. El 17 de agosto comenzó oficialmente el Campeonato de Invierno, donde el primer juego correspondiente a la jornada 1 se realizó ante el Santos de Guápiles. El delantero fue parte del banquillo en la victoria de 1-0. El 28 de agosto fue el segundo cotejo del torneo regional, de local contra el Chorrillo de Panamá; el 1-0 brindó la ganancia a su equipo. Posteriormente, su grupo empató a un tanto en el Estadio Maracaná en territorio panameño y otra igualada ante el conjunto mexicano el 21 de octubre, para conseguir el liderato del grupo 6 y avanzar a la siguiente ronda. Al finalizar la fase de clasificación de la competición nacional, su club estableció un nuevo récord de puntaje máximo de los torneos cortos desde su creación en 2007, con 53 y consolidándose como líder absoluto. La semifinal de ida fue el 4 de diciembre contra el Deportivo Saprissa, quienes llegaron de cuarto lugar con 41 puntos. El futbolista participó en este tipo de instancias y lo hizo por 33 minutos, tras haber ingresado de cambio por Armando Alonso. Su entrenador utilizó una estrategia defensiva para resolver la serie de local de una forma más manejable, pero cerca de acabar el segundo tiempo, la presión ejercida por parte de los morados, provocó la anotación y por consiguiente, la derrota de 1-0 de su equipo. Su grupo llegó al encuentro de vuelta, cuatro días después en el Estadio Morera Soto, con la obligación de obtener un resultado que les diera la clasificación a la final, pero el empate 1-1 fue insuficiente para las aspiraciones al título. José en esta ocasión colaboró por 90 minutos. En total contabilizó 13 presencias, anotó dos goles, estuvo en el banquillo por 6 veces, y obtuvo 433 minutos de acción.
La fecha inaugural del Campeonato de Verano 2015 fue el 18 de enero. Su conjunto enfrentó al Santos de Guápiles en el Estadio Ebal Rodríguez. A pesar de iniciar perdiendo, su club logró remontar y ganar 1-2. Ortiz en esta ocasión apareció como titular. El 26 de febrero regresó la competencia continental en la etapa eliminatoria. El partido de ida se desarrolló frente al D.C. United de Estados Unidos en el Estadio Morera Soto. El jugador anotó doblete y el encuentro acabó con cifras de goleada 5-2. La vuelta terminó en derrota 2-1, pero el marcador global favoreció a su equipo para avanzar a la otra fase. El 18 de marzo se disputó el cotejo de ida de las semifinales, en el Estadio Olímpico ante el Montreal Impact de Canadá; compromiso que culminó en derrota de 2-0. El 7 de abril, su conjunto llegó con la responsabilidad de remontar la serie, de local en territorio costarricense, para llegar a una posible final. El resultado finiquitó con victoria de 4-2, pero el global le otorgó la victoria a los canadienses debido a la regla de gol de visita. Con esto, su equipo quedó fuera de la oportunidad de alcanzar el título de Concacaf, siendo la segunda temporada consecutiva en quedar dentro de los semifinalistas. En el campeonato local, su club llegó de cuarto lugar con 37 puntos y clasificó a la siguiente instancia. Guillermo jugó 16 cotejos y anotó un gol. La semifinal de ida fue el 10 de mayo, enfrentando de local al Deportivo Saprissa. El atacante fue suplente y su compañero Jonathan McDonald anotó un doblete para el triunfo de 2-0. Tres días después, fue parte de la pérdida de 1-0 en el Estadio Ricardo Saprissa. No obstante, el agregado de 1-2 favoreció a los liguistas para avanzar en la búsqueda del campeonato. La primera final se dio el 19 de mayo en el Estadio Morera Soto frente al Herediano; el marcador terminó igualado a un gol. La vuelta concluyó el 23 de mayo en el Estadio Rosabal Cordero. El tiempo reglamentario también finalizó en empate a una anotación, por lo que fue requerida la prórroga. De igual manera quedó balanceada, por lo que los penales para decidir al campeón fueron necesarios. Las cifras de 3-2 dieron el subcampeonato a su grupo, además tuvieron como consecuencia la salida del estratega Óscar Ramírez.
Bajo la dirección técnica del colombiano Hernán Torres, el delantero fue convocado para hacer frente a la primera jornada del Campeonato de Invierno 2015. En esa oportunidad, su equipo tuvo como rival al Uruguay de Coronado, el 2 de agosto en el Estadio Morera Soto. Ortiz disputó 21 minutos y el resultado concluyó en victoria de 3-0. En este torneo logró consolidarse como el referente en el ataque, tras alcanzar 21 compromisos de los 22 posibles. Su equipo aseguró el liderato con 45 puntos y avanzó a la etapa eliminatoria. El 13 de diciembre fue la semifinal de ida ante Limón en el Estadio Juan Gobán. El jugador fue partícipe del empate sin anotaciones. Para la vuelta realizada tres días después en condición de local, su club triunfó con cifras de 3-0, por lo que avanzó a la última instancia. La final de ida se desarrolló el 20 de diciembre contra el Deportivo Saprissa de visita. El deportista tuvo acción en la derrota de 2-0. Tres días después, fue la vuelta de la serie y su equipo tenía la responsabilidad de revertir el marcador. Sin embargo, terminó nuevamente con una pérdida, siendo de 1-2. Con esto, confirmó el subcampeonato para su equipo y la destitución del estratega. Por otro lado, José Guillermo alcanzó 25 presencias para anotar cinco goles.
Para el Campeonato de Verano 2016, la dirigencia rojinegra nombró al costarricense Javier Delgado como el nuevo entrenador. El 16 de enero fue la primera jornada donde su equipo, de visitante en el Estadio El Labrador, tuvo como adversario a Uruguay de Coronado. En esa oportunidad, Ortiz ingresó de cambio por Andrés Lezcano al minuto 76', y el marcador terminó en derrota de 1-0. Posteriormente, el delantero tomó de nuevo la titularidad y fue parte de la dupla ofensiva con Jonathan McDonald. Los manudos alcanzaron el tercer lugar de la tabla con 42 puntos, por lo que avanzaron a la etapa eliminatoria. El 30 de abril fue la semifinal de ida contra el Deportivo Saprissa en el Estadio Morera Soto, partido en el que Guillermo concretó un gol al minuto 44'. La ventaja se amplió a 2-0 tras el tanto de su compañero Harry Rojas al cierre del cotejo. El 4 de mayo fue la vuelta en el Estadio Ricardo Saprissa. El jugador en ofensiva marcó un doblete a los minutos 19' y 50', los cuales sirvieron en la victoria de 1-3, sumado a esto que el global fue de triunfo 1-5. La final de ida se desarrolló el 9 de mayo ante el Herediano, en condición de local. El delantero fue titular y el marcador fue de derrota 0-1. El 14 de mayo se confirmó el subcampeonato para su grupo tras la nueva pérdida, siendo esta vez de 2-0. José Guillermo recibió, poco después, el premio que lo adjudicó como el máximo anotados de la competencia, tras haber obtenido 11 tantos.
En la primera fecha del Campeonato de Invierno 2016, su club con nuevo técnico, el argentino José Giacone, hizo frente al Santos de Guápiles, el 17 de julio en el Estadio Ebal Rodríguez. El delantero fue titular y el empate sin anotaciones prevaleció al término de los 90 minutos. El 21 de agosto, tras la derrota de 0-1 contra Carmelita en el Estadio "Fello" Meza, se produjo la renuncia del entrenador, haciendo que el exfutbolista Wilmer López tomara el cargo de forma interina por una jornada. Luego de la victoria 1-2 sobre San Carlos, la dirigencia liguista nombró, el 31 de agosto, al portugués Guilherme Farinha como el estratega permanente. El 5 de septiembre, aparecieron los rumores que indicaban el fichaje de Ortiz con el Herediano, los cuales fueron negados por el futbolista. Los reproches de la afición rojinegra, en contra de José Guillermo, se hicieron presentes en el compromiso de su conjunto ante la Universidad de Costa Rica, llegando el momento en que el jugador les respondió con insultos, los cuales fueron denotados mediante las grabaciones de los distintos medios de prensa. Días después expresó una disculpa por lo ocurrido. El 13 de noviembre, en el vigésimo segundo partido de la primera fase de la liga nacional, su grupo enfrentó a los universitarios en el Estadio "Coyella" Fonseca. El marcador de 2-3 aseguró el tercer lugar para su club con 39 puntos, además de un cupo para la cuadrangular final. El 8 de diciembre se confirmó la veracidad de la firma de contrato con los florenses. Los resultados negativos en la última etapa del certamen no permitieron a los liguistas poseer el liderato, acabando en el tercer lugar. Estadísticamente, Ortiz contabilizó 27 apariciones y anotó 4 goles.

### C.S. Herediano
El 16 de diciembre de 2016, el delantero fue presentado oficialmente en el Herediano, club al que se unió por dos años. Ese mismo día se anunció el préstamo del jugador al D.C. United de la Major League Soccer.

### D.C. United
Mediante la prensa estadounidense, se hizo efectiva la cesión de Ortiz por un año en el conjunto del DCU.

### Etapa en Colombia y Vietnam

#### Millonarios
El 6 de agosto de 2019 se confirma su paso a Millonarios Fútbol Club de la Categoría Primera A de Colombia en condición de préstamo a un año con opción de compra. Debuta el 11 de agosto en el empate a un gol como visitantes ante el Atlético Huila ingresando al minuto 66 por Cristian Arango. El 14 de agosto juega su primer partido como titular marcando sus primeros dos goles con el embajador en el empate a dos goles frente a Independiente Medellín por la Copa Colombia 2019 quedando eliminados en los octavos de final en un global de 4-3, a los tres días marca su primer hat-trick en su carrera profesional dándole la victoria a los embajadores 3 a 2 sobre La Equidad siendo la gran figura del partido. En su siguiente el 24 de agosto partido marca los dos goles para la victoria 2 a 1 sobre el Deportivo Cali siendo nuevamente la figura del partido. El 23 de octubre marca su primer gol en el clásico capitalino en la derrota como locales 4 a 2 frente a Independiente Santa Fe quedando eliminados del torneo.
Su primer gol del 2020 lo hace el 2 de febrero en el empate a dos goles frente a La Equidad. Tras ser titular en los primeros partidos de la temporada está sería suspendida a raíz de la pandemia del Covid-19. Pese a que el equipo embajador quería adquirir sus derechos deportivos y extender su contrato, no lo pudo hacer por los altos costos que se dieron en Colombia en relación con la conversión de divisas.
En apenas 6 meses de la temporada 2019 y algunos partidos del 2020 Ortíz se marcharía de la institución dejando un gran imagen habiendo anotado 10 goles en 22 partidos.

#### Ho Chi Minh y Deportes Tolima
Luego de que Millonarios FC no pudiera extender su vínculo laboral, el Herediano decide volver a cederlo en esta oportunidad al Ho Chi Minh City FC de Vietnam. Durante una efímera etapa en este club llega a anotar 1 gol en seis encuentros.
El 12 de enero del 2021  por petición del entrenador Hernán Torres (quien ya lo había dirigido en Alajuelense) es anunciado como nuevo jugador del Deportes Tolima. E día l 20 de junio logró ser campeón con el club en el Torneo Apertura 2021 curiosamente ante su anterior equipo, Millonarios FC.

## Selección nacional
En marzo de 2015, el estratega de la Selección Nacional Paulo Cesar Wanchope, realizó la convocatoria oficial de 24 futbolistas que disputarían los amistosos ante Paraguay y Panamá, y en esa lista se destacó la incorporación de Ortiz. El 26 de marzo, quedó en el banquillo por decisión del entrenador, en el empate 0-0 contra la selección paraguaya. En el segundo partido quedó fuera de la nómina.

#### Copa Centroamericana 2017
El 2 de enero de 2017 se llevó a cabo la convocatoria de los futbolistas para la decimocuarta edición de la Copa Centroamericana, la cual tomó lugar en territorio panameño. El delantero fue incluido en la lista del entrenador Óscar Ramírez. El 13 de enero comenzó el torneo regional donde su selección, en el Estadio Rommel Fernández, enfrentó al conjunto de El Salvador. José quedó en la suplencia y el empate sin anotaciones definió el marcador final. Para el compromiso de dos días después, en el mismo escenario deportivo, contra la escuadra de Belice, Ortiz apareció en el once titular con la dorsal «9», anotó un doblete y el resultado fue de victoria 0-3. En el juego del 17 de enero ante Nicaragua, el atacante fue parte de la titularidad, y la igualdad de 0-0 se repitió al cierre del cotejo. Tres días posteriores se efectuó el clásico del área frente a Honduras, en el cual Guillermo fue titular 80 minutos y fue sustituido por Deyver Vega. El encuentro finiquitó balanceado a un gol. El único revés de su nación fue el 22 de enero, por la última jornada, contra el anfitrión Panamá. El marcador de 1-0 confirmó el cuarto lugar de los costarricenses, además de un cupo directo para la Copa Oro de la Concacaf en ese mismo año.
| Copa                      | Sede   | Resultado    | Partidos | Goles |
| ------------------------- | ------ | ------------ | -------- | ----- |
| Copa Centroamericana 2017 | Panamá | Cuarto lugar | 4        | 2     |

El 17 de marzo de 2017, el estratega Óscar Ramírez realizó la nómina de jugadores para la reanudación de la Eliminatoria Mundialista de Concacaf. El atacante fue tomado en cuenta por primera vez en este tipo de instancias. El 24 de marzo fue el primer compromiso ante México en el Estadio Azteca. El tanto tempranero del rival al minuto 6' y el gol al cierre de la etapa inicial fueron fulminantes en el marcador definitivo con derrota de 2-0. Con este resultado, su nación sufrió el primer revés de la competencia cuya valla invicta acabó en 186 minutos. La segunda visita de esta fecha FIFA se desarrolló cuatro días después contra Honduras en el Estadio Francisco Morazán. El cotejo se caracterizó por el clima caluroso de la ciudad de San Pedro Sula, ya que el cotejo fue en horas de la tarde, también del controversial arbitraje del salvadoreño Joel Aguilar al no sancionar acciones de penal a ambas escuadras. La situación de su conjunto se volvió un poco áspera por el gol transitorio del contrincante al minuto 35'. Con el reacomodo en la zona de centrocampistas, su selección tuvo más control del balón y al minuto 68' su compañero Christian Bolaños, quien había entrado de relevo, ejecutó un tiro de esquina que llegó a la cabeza de Kendall Waston, el cual aprovechó su altura para conseguir la anotación que terminó siendo el empate.
El 25 de agosto de 2017 fue seleccionado en la lista de futbolistas para enfrentar el penúltimo par de juegos eliminatorios. El 1 de septiembre se produjo el primer juego ante el combinado de Estados Unidos en el Red Bull Arena de Nueva Jersey. Ortiz permaneció en la lista de suplentes y el marcador se definió en victoria con cifras de 0-2, mediante el doblete de su compañero Marco Ureña. Para el segundo juego del 5 de septiembre contra México, de local en el Estadio Nacional, los costarricenses rescataron el empate a un tanto tras haber estado con el resultado adverso.
De nuevo en periodo de fogueos internacionales, el 3 de noviembre de 2017 entró en la convocatoria para los dos partidos en el continente europeo. El 11 de noviembre entró como sustitución por Marco Ureña al minuto 56' contra España en el Estadio La Rosaleda de Málaga, donde las cifras de goleada 5-0 favorecieron a los adversarios. Tres días después participó 29 minutos en la nueva pérdida de su país, esta vez por 1-0 ante Hungría.
El 18 de enero de 2019, es convocado a la selección en la primera nómina del director técnico Gustavo Matosas. El 2 de febrero se llevó a cabo el partido en fecha no FIFA contra Estados Unidos en el Avaya Stadium, en el que Ortiz fue titular por 62 minutos y su combinado perdió con marcador de 2-0.
El 14 de marzo de 2019, el jugador recibe la convocatoria de Matosas para afrontar un par de partidos amistosos del mes. El 22 de marzo quedó como suplente en el partido contra Guatemala (pérdida 1-0) en el Estadio Doroteo Guamuch. Para el compromiso de cuatro días después ante Jamaica en el Estadio Nacional, Ortiz entró de cambio por Bryan Ruiz al minuto 83' y el marcador finalizó en victoria ajustada por 1-0.

### Goles internacionales
| #  | Fecha                 | Lugar                            | Rival  | Gol | Resultado | Competición                             |
| -- | --------------------- | -------------------------------- | ------ | --- | --------- | --------------------------------------- |
| 1. | 15 de enero de 2017   | Estadio Rommel Fernández, Panamá | Belice | 0-1 | 0-3       | Copa Centroamericana 2017               |
| 2. | 15 de enero de 2017   | Estadio Rommel Fernández, Panamá | Belice | 0-3 | 0-3       | Copa Centroamericana 2017               |
| 3. | 10 de octubre de 2019 | Estadio Rommel Fernández, Panamá | Haití  | 0-1 | 1-1       | Liga de Naciones de la Concacaf 2019-20 |

## Clubes
| Club                   | País           | Año                    |
| ---------------------- | -------------- | ---------------------- |
| Alajuelense            | Costa Rica     | 2013 - 2016            |
| Herediano              | Costa Rica     | 2017 - 2025            |
| D.C. United            | Estados Unidos | 2017 (préstamo)        |
| Millonarios            | Colombia       | 2019 - 2020 (préstamo) |
| Ho Chi Minh            | Vietnam        | 2020 (préstamo)        |
| Deportes Tolima        | Colombia       | 2021 (préstamo)        |
| Municipal Grecia       | Costa Rica     | 2024 (préstamo)        |
| Puntarenas Fútbol Club | Costa Rica     | 2024 (préstamo)        |
| Municipal Santa Ana    | Costa Rica     | 2025 (préstamo)        |
| Deportivo Malacateco   | Guatemala      | 2025                   |

## Estadísticas
| Club                       | Div.          | Temporada     | Liga  | Liga  | Copa Nacional | Copa Nacional | Copa Internacional | Copa Internacional | Total | Total |
| Club                       | Div.          | Temporada     | Part. | Goles | Part.         | Goles         | Part.              | Goles              | Part. | Goles |
| -------------------------- | ------------- | ------------- | ----- | ----- | ------------- | ------------- | ------------------ | ------------------ | ----- | ----- |
| Alajuelense · Costa Rica   | 1.ª           | 2013          | 9     | 2     | —             | —             | —                  | —                  | 9     | 2     |
| Alajuelense · Costa Rica   | 1.ª           | 2013-14       | 24    | 6     | —             | —             | 3                  | 0                  | 27    | 6     |
| Alajuelense · Costa Rica   | 1.ª           | 2014-15       | 32    | 4     | —             | —             | 5                  | 2                  | 37    | 6     |
| Alajuelense · Costa Rica   | 1.ª           | 2015-16       | 48    | 17    | —             | —             | —                  | —                  | 48    | 17    |
| Alajuelense · Costa Rica   | 1.ª           | 2016          | 27    | 4     | —             | —             | —                  | —                  | 27    | 4     |
| Alajuelense · Costa Rica   | Total club    | Total club    | 140   | 33    | 0             | 0             | 8                  | 2                  | 148   | 35    |
| D.C. United Estados Unidos | 1.ª           | 2017          | 16    | 1     | 2             | 1             | —                  | —                  | 18    | 2     |
| D.C. United Estados Unidos | Total club    | Total club    | 16    | 1     | 2             | 1             | 0                  | 0                  | 18    | 2     |
| Herediano · Costa Rica     | 1.ª           | 2017-18       | 25    | 9     | —             | —             | —                  | —                  | 25    | 9     |
| Herediano · Costa Rica     | 1.ª           | 2018-19       | 41    | 15    | —             | —             | 9                  | 2                  | 50    | 17    |
| Herediano · Costa Rica     | 1.ª           | 2019          | 4     | 2     | —             | —             | —                  | —                  | 4     | 2     |
| Herediano · Costa Rica     | 1.ª           | 2021-22       | 27    | 7     | —             | —             | —                  | —                  | 27    | 7     |
| Herediano · Costa Rica     | Total club    | Total club    | 97    | 35    | 0             | 0             | 9                  | 2                  | 106   | 37    |
| Millonarios · Colombia     | 1.ª           | 2019          | 12    | 7     | 1             | 2             | —                  | —                  | 13    | 9     |
| Millonarios · Colombia     | 1.ª           | 2020          | 7     | 1     | 0             | 0             | 2                  | 0                  | 9     | 1     |
| Millonarios · Colombia     | Total club    | Total club    | 19    | 8     | 1             | 2             | 2                  | 0                  | 22    | 10    |
| Ho Chi Minh Vietnam        | 1.ª           | 2020          | 6     | 1     | —             | —             | —                  | —                  | 6     | 1     |
| Ho Chi Minh Vietnam        | Total club    | Total club    | 6     | 1     | 0             | 0             | 0                  | 0                  | 6     | 1     |
| Deportes Tolima · Colombia | 1.ª           | 2021          | 16    | 0     | 2             | 0             | 5                  | 0                  | 23    | 0     |
| Deportes Tolima · Colombia | Total club    | Total club    | 16    | 0     | 2             | 0             | 5                  | 0                  | 23    | 0     |
| Total carrera              | Total carrera | Total carrera | 280   | 78    | 5             | 3             | 24                 | 4                  | 309   | 85    |

### Selección de Costa Rica
Actualizado al último partido jugado el 30 de marzo de 2022.
| Absoluta · Costa Rica                             |   |   |   |    |   |   |   |   |   |    |   |   |
| 2017                                              | — | — | — | 4  | 2 | 1 | 2 | 0 | 0 | 6  | 2 | 1 |
| 2019                                              | — | — | — | 4  | 1 | 1 | 3 | 0 | 0 | 7  | 1 | 1 |
| 2021                                              | 4 | 0 | 0 | 3  | 0 | 0 | — | — | — | 7  | 0 | 0 |
| 2022                                              | 2 | 0 | 0 | —  | — | — | — | — | — | 2  | 0 | 0 |
| Total                                             | 6 | 0 | 0 | 11 | 3 | 2 | 5 | 0 | 0 | 22 | 3 | 2 |
| 1. Fuente:Transfermarkt / National Football Teams |   |   |   |    |   |   |   |   |   |    |   |   |

## Palmarés

### Títulos nacionales
| Título                         | Club            | País       | Año  |
| ------------------------------ | --------------- | ---------- | ---- |
| Primera División de Costa Rica | L.D Alajuelense | Costa Rica | 2013 |
| Primera División de Costa Rica | C.S Herediano   | Costa Rica | 2018 |
| Categoría Primera A            | Deportes Tolima | Colombia   | 2021 |
| Primera División de Costa Rica | C.S Herediano   | Costa Rica | 2021 |
| Supercopa de Costa Rica        | C.S Herediano   | Costa Rica | 2022 |

### Títulos internacionales
| Título        | Club      | País     | Año  |
| ------------- | --------- | -------- | ---- |
| Liga Concacaf | Herediano | Honduras | 2018 |

### Distinciones individuales
| Distinción                             | Año  |
| -------------------------------------- | ---- |
| Goleador del Campeonato de Verano 2016 | 2016 |